# La Laitemaire
La Laitemaire är en bergstopp i Schweiz. Den ligger i distriktet Riviera-Pays-d'Enhaut och kantonen Vaud, i den sydvästra delen av landet, 60 km söder om huvudstaden Bern. Toppen på La Laitemaire är 1 678 meter över havet.